# Dysnomia (choroba)
Dysnomia - to zaburzenie neurologiczne, pojawiające się w chorobach zwyrodnieniowych i otępiennych OUN, polegające na utracie płynności mowy wskutek trudności w znalezieniu w pamięci słów odpowiednich do wyrażenia swoich myśli.
Podobne trudności zdarzają się sporadycznie u osób zdrowych, które mają jakieś słowo "na końcu języka", natomiast u chorych te zaburzenia pojawiają się wielokrotnie w trakcie konstrukcji wypowiedzi i zwykle towarzyszy im zniekształcanie brzmienia wyrazów. Rozumienie mowy bywa zwykle zachowane.

Przeczytaj ostrzeżenie dotyczące informacji medycznych i pokrewnych zamieszczonych w Wikipedii.